# Martín Torrijos
Martín Erasto Torrijos Espino (* 18. července 1963 Chitré) je panamský politik a ekonom, prezident země v letech 2004–2009.
Je nemanželským synem generála Omara Torrijose, faktického vládce Panamy v letech 1968 až 1981. Studoval v USA na St. John's Northwestern Military Academy a Texas A&M University a pracoval jako manažer ve společnosti McDonald's. V roce 1992 se vrátil do Panamy a stal se členem Demokratické revoluční strany, kterou založil jeho otec.
Ve vládě Ernesta Balladarese byl náměstkem ministra spravedlnosti a prosadil reformu vězeňského systému, která byla oceněna Organizací spojených národů. Poprvé kandidoval na prezidentský úřad v roce 1999, kdy ho porazila Mireya Moscosová z Arnulfistické strany. Další volby konané v květnu 2004 již vyhrál s heslem Sí, se puede (Ano, je to možné) a s programem boje proti korupci a vytváření nových pracovních míst.
Za svého prezidentského období Torrijos veřejně podpořil Partido Independentista Puertorriqueño, což zhoršilo vztahy Panamy s USA. Kontroverzi vyvolala také jeho oficiální návštěva na Kubě. Pak se ale s George W. Bushem usmířil a vyjednal s ním dohodu o volném obchodu mezi Panamou a Spojenými státy, která byla ratifikována až za Torrijosova nástupce Ricarda Martinelliho.
V roce 2006 prezident vypsal referendum o plánu na zvýšení kapacity Panamského průplavu, které by přineslo další příjmy státního rozpočtu. Návrh podpořilo 78 % hlasujících a průplav byl rozšířen v letech 2007 až 2016. Torrijos také provedl rozsáhlou reformu sociálního systému, která snížila počet obyvatel žijících pod hranicí chudoby, ale přinesla také pozdější odchod do důchodu, což vyvolalo vlnu protestů. Ve funkci Torrijos skončil před volbami v roce 2009, neboť panamská ústava nedovoluje další kandidaturu stávajícího prezidenta. Stal se pak místopředsedou organizace COPPPAL (Stálá konference politických stran Latinské Ameriky a Karibiku), podílel se na pomoci Haiti po zemětřesení v roce 2010 a snažil se zprostředkovat jednání mezi venezuelskou vládou a opozicí. 
Martín Torrijos je ženatý a má tři děti. Je členem Madridského klubu, Socialistické internacionály a Interamerického dialogu. Znovu se ucházel o funkci prezidenta v roce 2024 s podporou Lidové strany, se ziskem 16 % skončil ve volbách na třetím místě.